# Spogostylum albosparsus
Spogostylum albosparsus är en tvåvingeart som först beskrevs av Jacques-Marie-Frangile Bigot 1892.  Spogostylum albosparsus ingår i släktet Spogostylum och familjen svävflugor. Inga underarter finns listade i Catalogue of Life.